# Katedra św. Ignacego w Szanghaju
Katedra św. Ignacego (聖依納爵主教座堂), zwana również Katedrą Xujiahui (徐家汇天主教堂) – katedra katolicka znajdująca się przy ulicy Puxi w dzielnicy Xujiahui w Szanghaju, pw. św. Ignacego z Loyoli. Jest największą katolicką świątynią w mieście, mogącą pomieścić 2500 osób.

## Historia
Została wzniesiona w latach 1906–1910, na miejscu wcześniejszej świątyni zbudowanej przez jezuickich misjonarzy w 1608 roku na terenie podarowanym im przez nawróconego urzędnika Xu Guangqi (1562-1633). 
Katedra doznała poważnych zniszczeń podczas rewolucji kulturalnej. Zburzono wówczas m.in. iglice wież i zerwano dach, a we wnętrzu kościoła urządzono magazyn. Zniszczono również istniejące dawniej przy świątyni bibliotekę, sierociniec, szkołę, drukarnię oraz wieżę ciśnień, z których odbudowano jedynie część szkoły i biblioteki.
Od 1978 roku kościół ponownie pełni swoje funkcje, zaś w 1980 roku odbudowano go ze zniszczeń.
Katedrę wzniesiono w stylu neogotyckim z czerwonej cegły, zaś spadzisty dach pokryto szarą dachówką. Posiada dwie wieże o wysokości 60 metrów. Wewnątrz świątyni można podziwiać m.in. gotyckie kolumny i sklepienia, witraże, stacje drogi krzyżowej oraz obraz przedstawiający Ostatnią Wieczerzę. Na witrażach treści chrześcijańskie połączono z tradycyjnymi motywami chińskimi i stąd np. w scenie zmartwychwstania umieszczono feniksa.